# Robert Gouzien
Pour les articles homonymes, voir Gouzien.
Robert Gouzien est un écrivain et poète français né le 23 février 1950 à Pont-l'Abbé et mort le 7 novembre 2021 à Plomeur en Bretagne (Finistère).

## Biographie

### Activités professionnelles
Né en 1950 dans une famille de bretonnants, au lieu-dit Robiner en Plomeur, dans le pays bigouden, Robert Gouzien se passionne très tôt pour la langue et la culture bretonne. Il est licencié de Lettres modernes à l'Université de Bretagne-Occidentale, puis fait partie de la première promotion des licenciés de Breton et de Celtique et est certifié de Breton en 1994.
Il enseigne de 1974 à 2007 à l'Ensemble scolaire Saint-Gabriel de Pont-l'Abbé, et également au collège Saint-Joseph de Guilvinec entre 1994 et 2007. Il est directeur des études du lycée professionnel puis lors de la décennie 2000, écrit des pièces de théâtre en breton que jouent ses élèves.

### Retraite
Il consacre sa retraite à des recherches sur la toponymie du pays Bigouden, et publie en 2012 l'ouvrage, Le pays bigouden, un pays de cocagne ?, qui bouscule les idées reçues sur l'histoire de la région : « La science historique progresse aussi grâce à des francs-tireurs comme [Robert Gouzien], qui n'hésitent pas à mettre les pieds dans le plat, à sortir des sentiers battus pour nous proposer une lecture inédite de notre passé, bien plus riche et plus complexe qu'on le croit habituellement », écrit ainsi l'historien Serge Duigou l'année suivante.
Il fait partie du comité de rédaction de la revue Cap Caval.
En 2013, il contribue à la création du collectif Les Plumes du Paon, et est responsable de la commission bretonne de l'association.
Il intègre également l'équipe du Goéland masqué, avec l'animation du groupe de locuteurs en langue bretonne.

### Vie privée
De son mariage en 1974 naissent quatre enfants, dont les prénoms démontrent son amour de la langue bretonne : Gurvan, Keven, Gwendal et Moran.

## Ouvrages

### Histoire
Le pays bigouden, un pays de cocagne ?, éditions Kendero, 2012, 175 p.  (ISBN 978-2-9541745-0-1)

### Poèmes
- Intemporels Divare, éditions Kendero, 2014.
- Les vents m'ont dit..., Collectif, poèmes, concours du salon du livre bigouden 2017, Les Plumes du Paon, 2018, 141 p.  (ISBN 978-2-9554953-8-4)

### Traduction
Océane et la Crevette d'Or, Alex Nicol, 2017, éditions Vivre, 339 p., traduit en breton sous le titre Sterenn Hag Ar Chevrenn Aour.

### Participation
Le cercle de mer - Histoire des îsles de Glénan, de Michel Guéguen et Louis-Pierre Le Maître, 1981, 287 p., premier chapitre sur la toponymie.

### Théâtre
- Pièce radiophonique : « Santez Trifina ha Sant Trevel », jouée à Radio rivage par des élèves de 4e.
- 2002 : « Ar Sonerien Du » ; jouée par des élèves de 5e, aux 3es armoriades du Faouët (3e prix) ; jouée aussi (2003) au 5e festival de l’Enseignement Catholique de Bretagne.
- 2003 : « Ar Yer Mor, Pesked Sant Per », jouée par des élèves de 4e aux 4es armoriades du Faouët (4e prix), puis par le groupe des locuteurs en breton du Festival du goéland masqué[5].

## Récompenses
- 1993 : Prix « Liberté » ; 1ère mention, Association rencontre des poètes et artistes en Bretagne, Plouzané.
- Mention spéciale : Association rencontre des poètes français, poésie et littérature « L’oiseau bleu » Lannion.
- Diplôme d’honneur décerné par la Société des poètes et artistes de France, grands prix littéraires et artistiques, Région Bretagne.
- Prix « Evid ar Brezhoneg », Association culturelle celtique Brekilian.
- Skridoù 93, Palmarès d’Emglev Ar Vro Vigouden, catégorie poésie, 1er prix pour « Kalon ar Bed » sous le pseudonyme de Ken Dero[6].